# Het Beloofde Land
Het Beloofde Land (Hebreeuws: הארץ המובטחת, Ha'Aretz HaMuvtahat) is een zesdelige serie van Coen Verbraak over Nederlandse Joden, over 75 jaar Israël en over zichzelf, over het jodendom en zionisme, Joden en Palestijnen, joodse religie en cultuur, Joodse humor, de sjoa, en ook over hun betrokkenheid, liefde, afkeer en zorgen over de staat Israël.
Verbraak spreekt getuigen van de Zesdaagse Oorlog, het gijzelingsdrama van de Olympische Spelen in 1972, het Eichmann-proces en de intifada.
Op woensdag 5 april 2023 was er een interviewmiddag in Pathé Tuschinski Amsterdam, waar Verbraak en een aantal geïnterviewde hoofdpersonen uit de serie beschikbaar waren voor interviews. Verbraak schreef de verhalen uit de serie ook op in Israël. De zoektocht naar het beloofde land dat op 13 april 2023 verscheen bij Alfabet Uitgevers.